# メルクセム

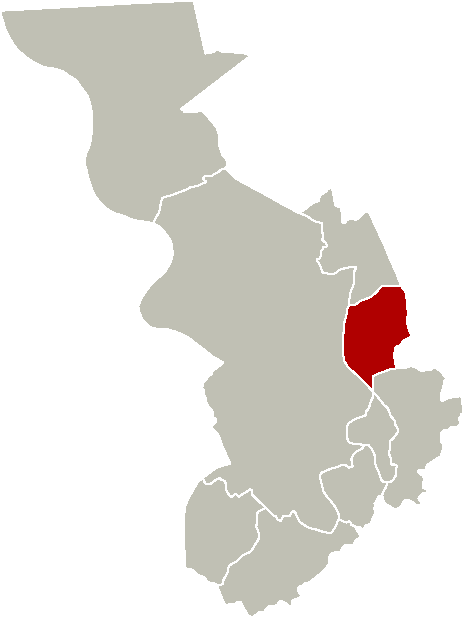
アントウェルペン内のメルクセムの位置

メルクセム（Merksem）は、ベルギー・フランデレン地域の都市アントウェルペンにある行政区域の一つ。住民は約41,000人。

## 歴史
メルクセムの歴史はガロ・ローマの時代にまでさかのぼる。当時、この地域がMerk（英：border）であり、カンブレー教区下のHeim (settlement）だったという記録が残されており、メルクセムの語源になったとされる。メルクセムは数世紀間より大きなスホッテという地域に属していたが、16世紀にメルクセムはスホッテから分離した。
昔よりアントウェルペンと北部（オランダ国境方面）を結ぶ主要なルートであったブレダバーン（Breda Road、オランダのブレダに通じている）という道路がメルクセムを通過している。郊外へと向かう軸となる交通手段として、もうひとつはアルベルト運河である。